# Club-Museum
Das Club-Museum ist das Vereinsmuseum des 1. FC Nürnberg (kurz: 1. FCN, Der Club bzw. fränkisch Der Glubb), in dem vor allem die Geschichte der Fußballabteilung seit der Gründung 1900 dokumentiert wird. Das Museum befindet sich im Eingangsbereich des neuen Funktionsgebäudes am FCN-Vereinsgelände Sportpark Valznerweiher und ist frei zugänglich.

## Entstehung
Nachdem bereits im Jahre 2000 zum 100-jährigen Vereinsjubiläum seitens der Museen der Stadt Nürnberg eine Dauerausstellung im Museum Industriekultur zur Vereinsgeschichte eingerichtet wurde, gaben der städtische Museenverband und der 1. FC Nürnberg am 24. April 2012 auf einer gemeinsamen Pressekonferenz die Eröffnung eines eigenständigen Museums bekannt. Hierbei wurden die bereits vorhandenen Ausstellungsstücke in das neue Museum übernommen, welches im September 2012 eröffnete.

## Ausstellung
Die ungefähr 150 Quadratmeter große Ausstellungsfläche umfasst in Form von Informationstafeln, Multimedia-Installationen und Vitrinen mit Exponaten folgende verschiedene Inhalte.

### Spieler
Die Abteilung gibt eine Übersicht über die Spieler des 1. FC Nürnberg, wobei es zu Vereinslegenden wie zum Beispiel Heiner Stuhlfauth, Max Morlock, Dieter Eckstein oder Marek Mintal detaillierte Informationen und Ausstellungsstücke gibt. So befinden sich in der Ausstellung beispielsweise die als Stuhlfauths Markenzeichen bekannte Schiebermütze, das Weltmeistertrikot Max Morlocks von 1954, sowie eine Torjägerkanone Marek Mintals. Jan Kristiansens Sportschau-Medaille zum Tor des Monats befindet sich ebenso wie das älteste erhaltene Club-Trikot aus dem Jahre 1919 in dem Museum.

### Erfolge

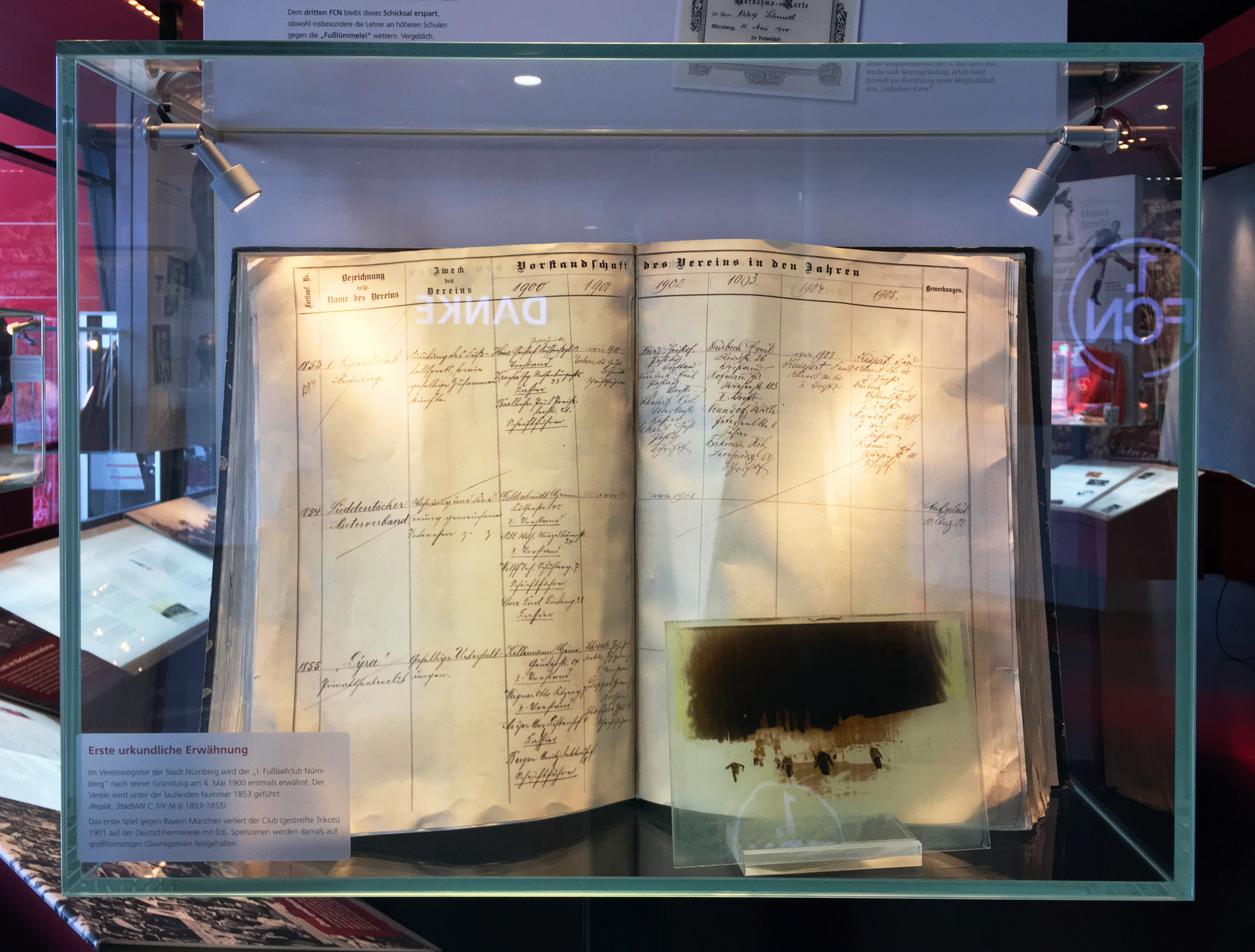
Erste urkundliche Erwähnung im Vereinsregister der Stadt Nürnberg.

Die Erfolge des Vereins werden anhand eines Walk of Fame mit Nachbildungen der national bedeutendsten Pokale dargestellt. Die Ausstellung aller gewonnenen Trophäen ist jedoch nicht möglich, da seit 1940 insgesamt 140 Siegespreise fehlen. Diese wurden damals im Rahmen der Metallspende des Deutschen Volkes abgeholt, um daraus Weltkriegswaffen zu schmieden. In den Vitrinen zu sehen sind aber unter anderem die Deutsche Meisterschale, der Victoria-Pokal, der DFB-Pokal und der Goldfasanen-Pokal. Nähere Informationen und Texte zu den Endspielen und errungenen Titeln befinden sich ebenso auf Schautafeln.

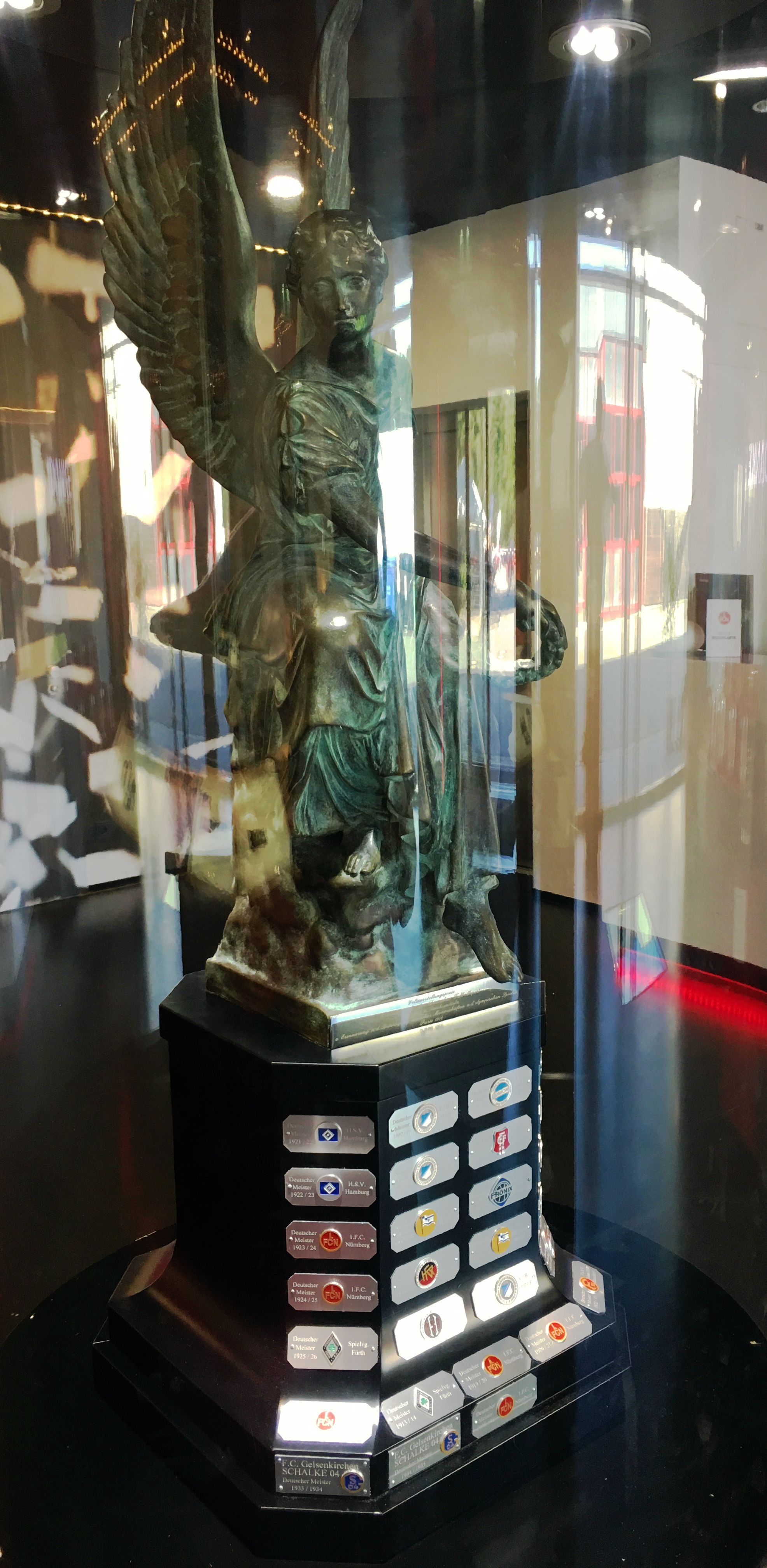
Victoria-Pokal
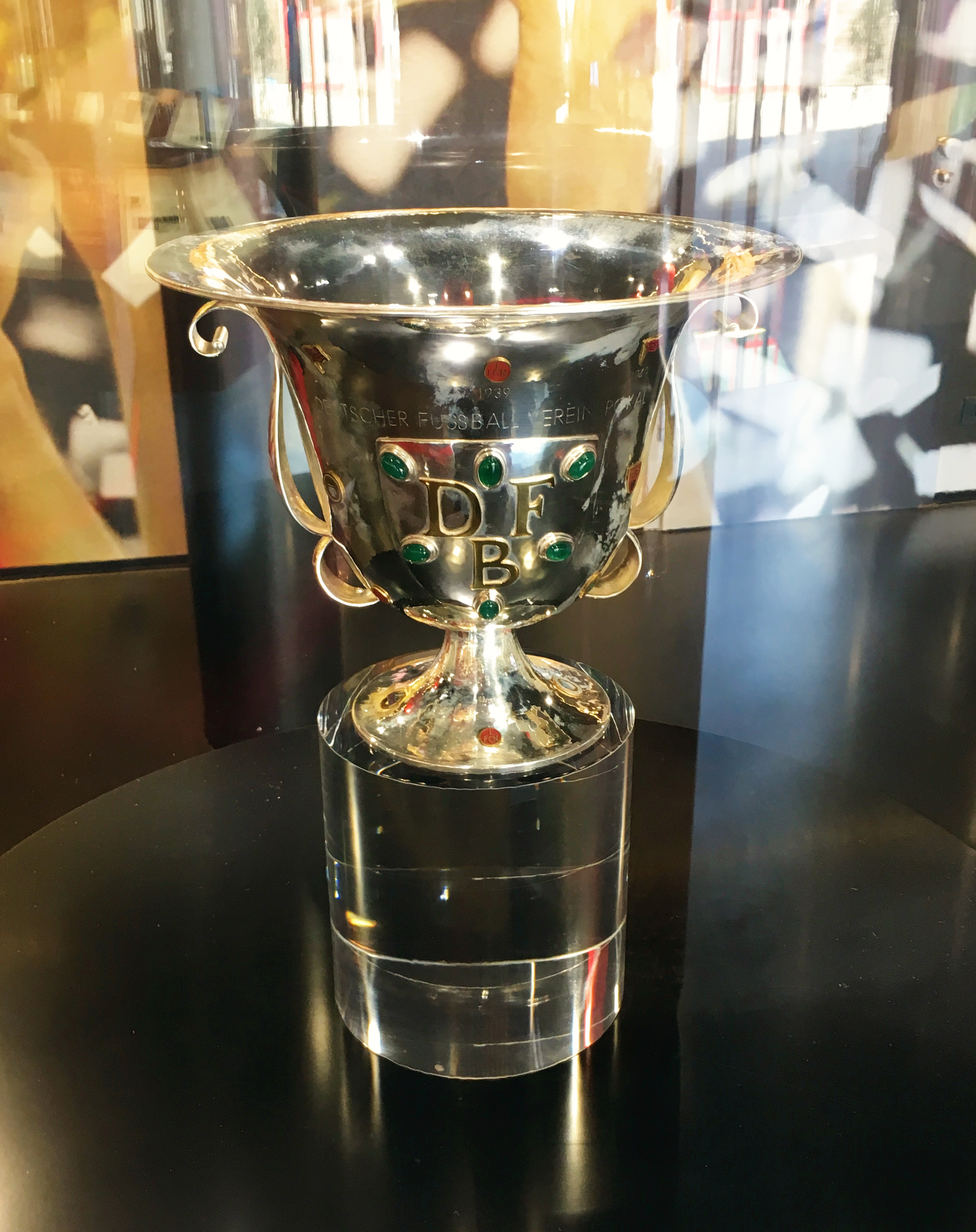
Goldfasanen-Pokal

### Geschichte
Im Museum wird auch insbesondere auf die Entstehungsgeschichte des Vereins und seinen Werdegang in finanzieller und gesellschaftlicher Sicht eingegangen und anhand von Exponaten, Texten, Anekdoten, Videos, Hörproben und Daten zur Vereinsgeschichte erzählt. So befindet sich auch eine Replik des Vereinsregisters der Stadt Nürnberg, in der der FCN erstmals am 4. Mai 1900 urkundlich erwähnt wurde in der Ausstellung. Ebenso wird auf die Zeit des Nationalsozialismus eingegangen und die damals ausgeschlossenen jüdischen Vereinsmitglieder mit einer Gedenktafel geehrt. Sie wurde, nachdem bereits am 22. Januar 2013 alle Vereinsausschlüsse nach dem 1933 erlassenen NS-„Arierparagrafen“ symbolisch annulliert wurden im Rahmen einer Veranstaltung mit Evelyn Konrad enthüllt. Sie ist die Tochter des jüdischen ehemaligen Club-Trainers Jenő Konrád, der posthum die Ehrenmitgliedschaft erhielt.

### Anhänger
Die Ausstellung geht auch auf die Fanszene des 1. FC Nürnberg ein und beschreibt deren Entwicklung, besondere Freundschaften, wie mit den Anhängern des FC Schalke 04 oder Rapid Wien und Unterstützung insbesondere auf internationaler Ebene bei Werbereisen nach Spanien, Großbritannien oder in die USA. Dargestellt werden die Inhalte in Form von Texten, Bildern, Berichten, Anekdoten und Ausstellungsstücken.